# Tuniške zračne snage
Tuniške zračne snage (ara. القوات الجوية التونسية) je grana oružanih snaga Republike Tunis.

## Zračne snage
Tuniške zračne snage osnovane su 1959., tri godine nakon što je Tunis proglasio nezavisnost od Francuske. Prvi avioni bili su školski treneri Saab 91 Safir koji su dostavljeni 1960., dok su kasnije još jednom kupljeni. Tuniške zračne snage opremile su se 1965. s prvim mlažnjacima u svojoj floti, Aermacchi MB-326. Između 1974. i 1978. dostavljeni su Aermacchi SF.260 za potrebe treninga pilota.
U razdoblju između 1977. i 1978. Tunis je opremio 12 aviona Aermacchi MB-326KT za potrebe lakih jurišnih zadataka. 1985. Tuniške zračne snage su naručile 2 teretna aviona C-130 i 24 borbena lovca Northrop F-5E/F. 1995. od Češke je naručeno 12 naprednih trenera Aero L-59 Super Albatros i 3 transportna zrakoplova Let L-410 Turbolet. 1997. Tuniškim zračnim snagama je dostavljeno 3 transportna aviona C-130 iz SAD-a.

## Vojne zračne baze
Tunis ima četiri vojne zračne baze:
- Bizerte - Sidi Ahmed,
- Gafsa,
- Bizerte - La Karouba i
- Sfax - Thyna.

Ovisno o zračnoj bazi, zračni eskadroni su formirani na sljedeći način:
Bizerte - Sidi Ahmed
- 11. eskadron
  - Eskadron mlažnjaka trenera - Aermacchi MB-326.
- 15. eskadron
  - Borbeni eskadron - Northrop F-5 Tiger
- 21. eskadron
  - Transportni eskadron - C-130 Hercules, Let L-410 Turbolet, G-222

Bizerte - La Karouba
- 31. eskadron
  - Helikopterski eskadron - Bell 205
- 32. eskadron
  - Helikopterski eskadron - Alouette II
- 33. eskadron
  - Helikopterski eskadron
- 36. eskadron
  - Helikopterski eskadron

Sfax - Thyna
- 13. eskadron
  - Eskadron lakih višenamjenskih i izviđačkih aviona - Aermacchi SF.260
- 14. eskadron
  - Eskadron lakih višenamjenskih i izviđačkih aviona - Aermacchi SF.260
- ??? eskadron
  - Helikopterski eskadron

Gafsa
- 16. eskadron
  - Eskadron trenera mlažnjaka - Aero L-59 Super Albatros
- ??? eskadron

## Zračna flota Tuniških zračnih snaga
| Letjelica                   | Slika | Porijeklo    | Namjena                       | U službi | Napomena                                  |  |
| --------------------------- | ----- | ------------ | ----------------------------- | -------- | ----------------------------------------- |  |
| Aero L-59 Super Albatros    |       | Čehoslovačka | napredni trener               | 12       |                                           |  |
| Aermacchi MB-326            |       | Italija      | avion za napad ciljeva na tlu | 6        | tri modela MB-326KT i tri modela MB-326LT |  |
| Northrop F-5E Tiger II      |       | SAD          | lovac                         | 12       |                                           |  |
| Northrop F-5F Tiger II      |       | SAD          | trener                        | 3        |                                           |  |
| Aeritalia G.222             |       | Italija      | transportni avion             | 5        |                                           |  |
| Dassault Falcon 20          |       | Francuska    | transportni avion             | 1        |                                           |  |
| Let L-410 Turbolet          |       | Češka        | transportni avion             | 5        |                                           |  |
| Lockheed C-130E Hercules    |       | SAD          | transportni avion             | 5        | tri modela C-130E i dva modela C-130H     |  |
| Aermacchi SF.260            |       | Italija      | višenamjenski avion           | 18       |                                           |  |
| SIAI-Marchetti S.205        |       | Italija      | višenamjenski avion           | 2        |                                           |  |
| Aérospatiale SA 341 Gazelle |       | Francuska    | jurišni helikopter            | 5/7      |                                           |  |
| Aérospatiale Alouette II    |       | Francuska    | školski helikopter            | 6        |                                           |  |
| Bell 205                    |       | SAD          | školski helikopter            | 15       |                                           |  |
| Bell 412                    |       | SAD          | višenamjenski helikopter      | 4        |                                           |  |
| Eurocopter Dauphin          |       | Francuska    | višenamjenski helikopter      | 1        |                                           |  |
| Eurocopter AS 350 Ecureuil  |       | Francuska    | višenamjenski helikopter      | 6        |                                           |  |
| Hughes 500                  |       | SAD          | višenamjenski helikopter      | 1        |                                           |  |
| Sikorsky S-61               |       | SAD          | višenamjenski helikopter      | 11       |                                           |  |
| Sikorsky S-61 R             |       | SAD          | višenamjenski helikopter      | 1        |                                           |  |
| Nasnas Mk1                  |       | Tunis        | bespilotna letjelica          | ???      |                                           |  |
| Jebel Assa                  |       | Tunis        | bespilotna letjelica          | ???      |                                           |  |

## Vanjske poveznice
- Tunisian Air Force OrBat  Arhivirana inačica izvorne stranice od 15. prosinca 2010. (Wayback Machine)
- World Aircraft Information Files. Brightstar Publishing, London. Str. 337, Sheet 03.